# Стешутино
Стешутино — деревня в Островском районе Псковской области. Входит в состав Воронцовской волости.
Расположена в 34 км к востоку от города Остров и в 3 км к юго-востоку от волостного центра, села Воронцово.
Численность населения деревни по состоянию на 2000 год составляла 2 жителей.